# مکتب هادسن ریور

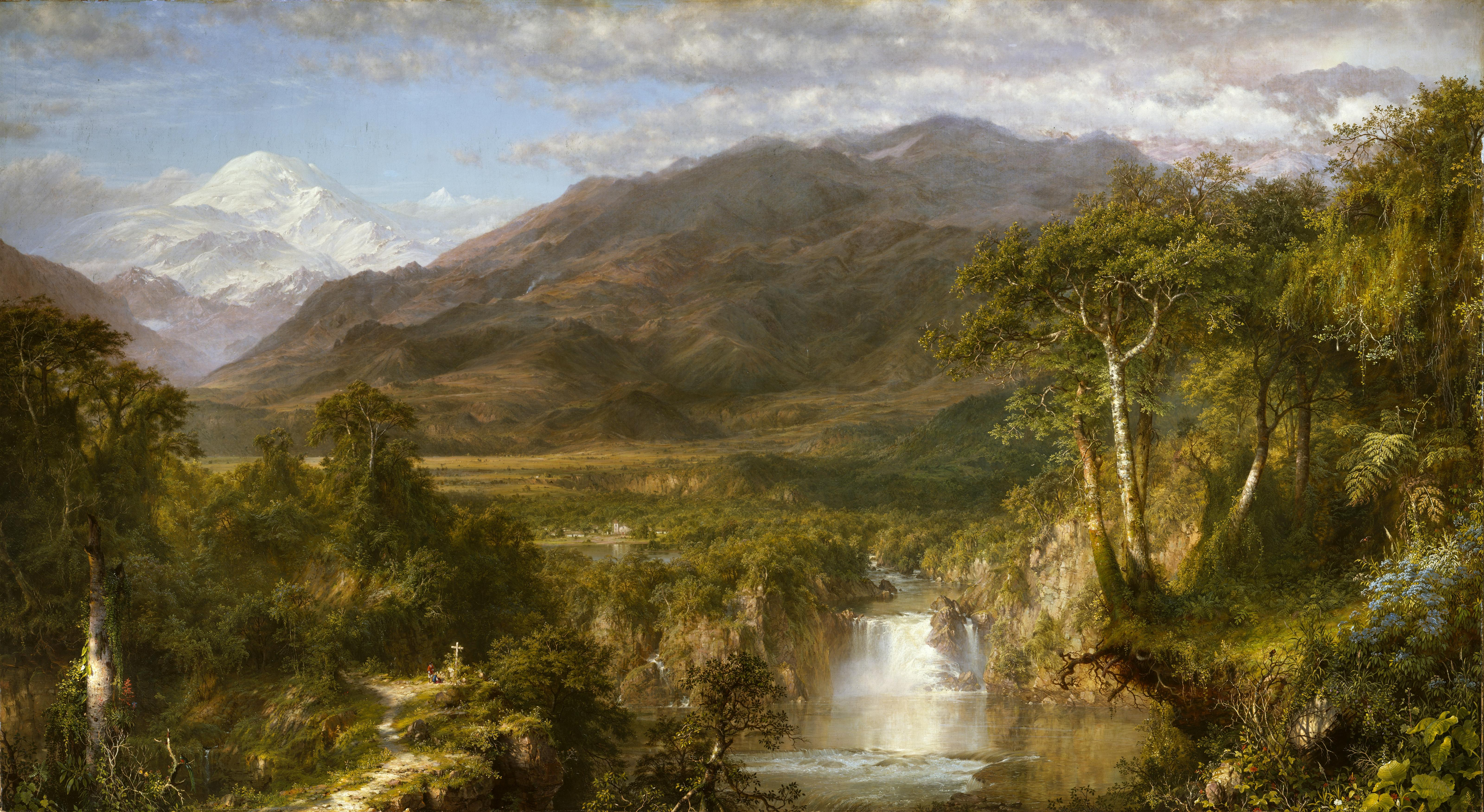
قلب رشته کوه‌های آند اثر فردریک ادوین چرچ (۱۸۵۹).

مکتب هادسون ریور (به انگلیسی: Hudson River School) گروه بزرگی از نسل‌های مختلف نقاشان منظره‌پرداز آمریکایی بود که در سال‌های ۱۸۲۵ تا ۱۸۷۰ فعال بودند. این گروه که نخستین مکتب نقاشی آمریکایی محسوب می‌شود تحت تأثیر جنبش رمانتیسیسم بود. عموماً توماس کول بنیان‌گذار این مکتب شناخته می‌شود.